# Château de Falkenhagen
Le château de Falkenhagen (Schloß Falkenhagen) était un château néogothique détruit en 1939 qui se trouvait à Falkenhagen dans le Brandebourg (arrondissement de la Marche et du Pays de l'Oder)

## Histoire
La région est souvent disputée au Moyen Âge entre seigneurs polonais et seigneurs silésiens. C'est en 1336 que les terres de Valkenhayn sont mentionnées pour la première fois. La maison fortifiée et le village appartiennent aux seigneurs von Wulkow dans la seconde moitié du XIVe siècle, puis aux Hackeborn, aux Bernfeld au XVe siècle, et aux Höndorf (ou Hohendorf) à la fin du XVe siècle qui les gardent jusqu'en 1774, date à laquelle ils sont vendus au conseiller de légation Johann Anton von Junk, résident à Dantzig.
Sa fille Albertine en hérite en 1792 et son époux, Franz Alexander von Kleist (1769-1797), poète et jeune officier prussien, fait reconstruire le château en maison de plaisance l'année suivante. C'est ici qu'il écrit Das Glück der Ehe dédié à son épouse. Il meurt prématurément en 1797 et le château est vendu au comte zu Münster-Meinhöfel et en 1799 au comte von der Goltz.
Le baron Carl Jakob von Eckardstein, chambellan à la cour de Prusse, l'acquiert en 1805 et son épouse Lisette, née comtesse von Blumenthal, fait aménager un parc romantique en 1815 et agrandir le château. Julius von Eckardstein et son épouse, née comtesse Wilhelmine Finck von Finckenstein, en héritent en 1830. Ce sont leurs héritiers, et particulièrement le baron Julius Alexander Bernhard, qui font bâtir en 1852 un nouveau château entre eau et forêt en style néogothique avec deux tours romantiques crénelées dans le goût anglais à la Tudor. Celui-ci le vend en 1862 à Walter Schultz-Wulkow. Ses descendants sont expropriés en 1938-1939 pour faire construire à la place une usine chimique. Le château est démoli en 1939.